# 8526 Takeuchiyukou
8526 Takeuchiyukou este un asteroid din centura principală de asteroizi.

## Descriere
8526 Takeuchiyukou este un asteroid din centura principală de asteroizi. A fost descoperit pe 23 septembrie 1992 la Kitami de Kin Endate și Kazuro Watanabe. Asteroidul prezintă o orbită caracterizată de o semiaxă mare de 2,38 ua, o excentricitate de 0,14 și o înclinație de 6,2° în raport cu ecliptica.